# Atlantska vukoriba
Atlantska vukoriba (lat. Anarhichas orientalis), riba iz roda atlantskih vukova, pordica Anarhichadidae. Odlikuje se velikom glavom (petina trijela) i velikim ustima, a službeno se smatra da naraste najviše do 112 centimetara, i s težinom od 15 kilograma.
Japanski ribar Hiroshi Hirasaka u rujnu 2015. godine ulovio daleko veći primjerak kod obale Hokkaida, što je moguće povezano s nuklearnom katastrofom u nuklearnoj elektrani Fukushima I u Fukushimi 2011. godine.
A. orientalis živi oko otoka Hokkaida i od Ohotskog do Beringovog mora i uz arktičku Kanadu. Zadržava se uz stjenovita morska dna gdje se hrani školjkašima.